# Слепок захоронения Витуса Беринга

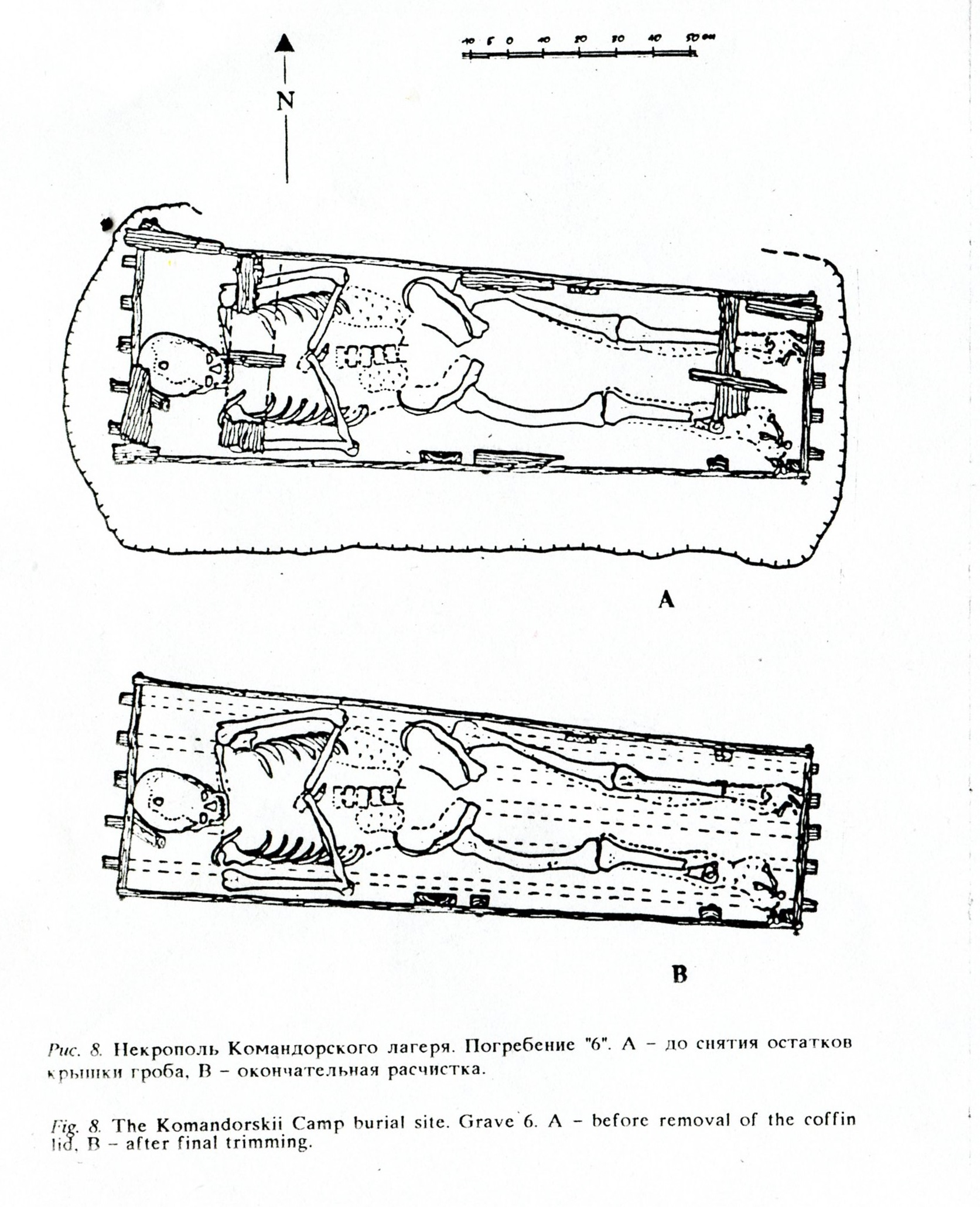
Некрополь Командорского лагеря

Захоронение Витуса Беринга было обнаружено советско-датской экспедицией на острове Беринга 6 августа 1991 года. С захоронения были сделаны 3 копии: 1 — хранится в Краеведческом музее г. Петропавловск-Камчатский; 2 — в Историческом музее г. Хорсенса (Дания). Третья авторская копия (подлинник) передана в Биологический музей имени К. А. Тимирязева автором — Виктором Николаевичем Звягиным. (Звягин Виктор Николаевич — заслуженный врач РФ, доктор медицинских наук, профессор). Было изготовлено четыре слепка захоронения: 1 — отображает положение верхней части туловища Беринга; 2 — среднюю часть; 3 — нижнюю часть тела; 4 — слепок черепа. В коллекциях Биологического музея имени К. А. Тимирязева есть также половинная реконструкция внешнего облика Беринга, бюст мореплавателя и книга В. Н. Звягина, Ш. М. Мусаева, А. К. Станюковича: «Витус Йонассен Беринг. Медико-криминалистический портрет». Азербайджанское государственное издательство, 1995.

## Экспедиции Витуса Беринга
Основные статьи: Первая Камчатская экспедиция, Великая Северная экспедиция, Отряд Беринга—Чирикова (Великая Северная экспедиция).

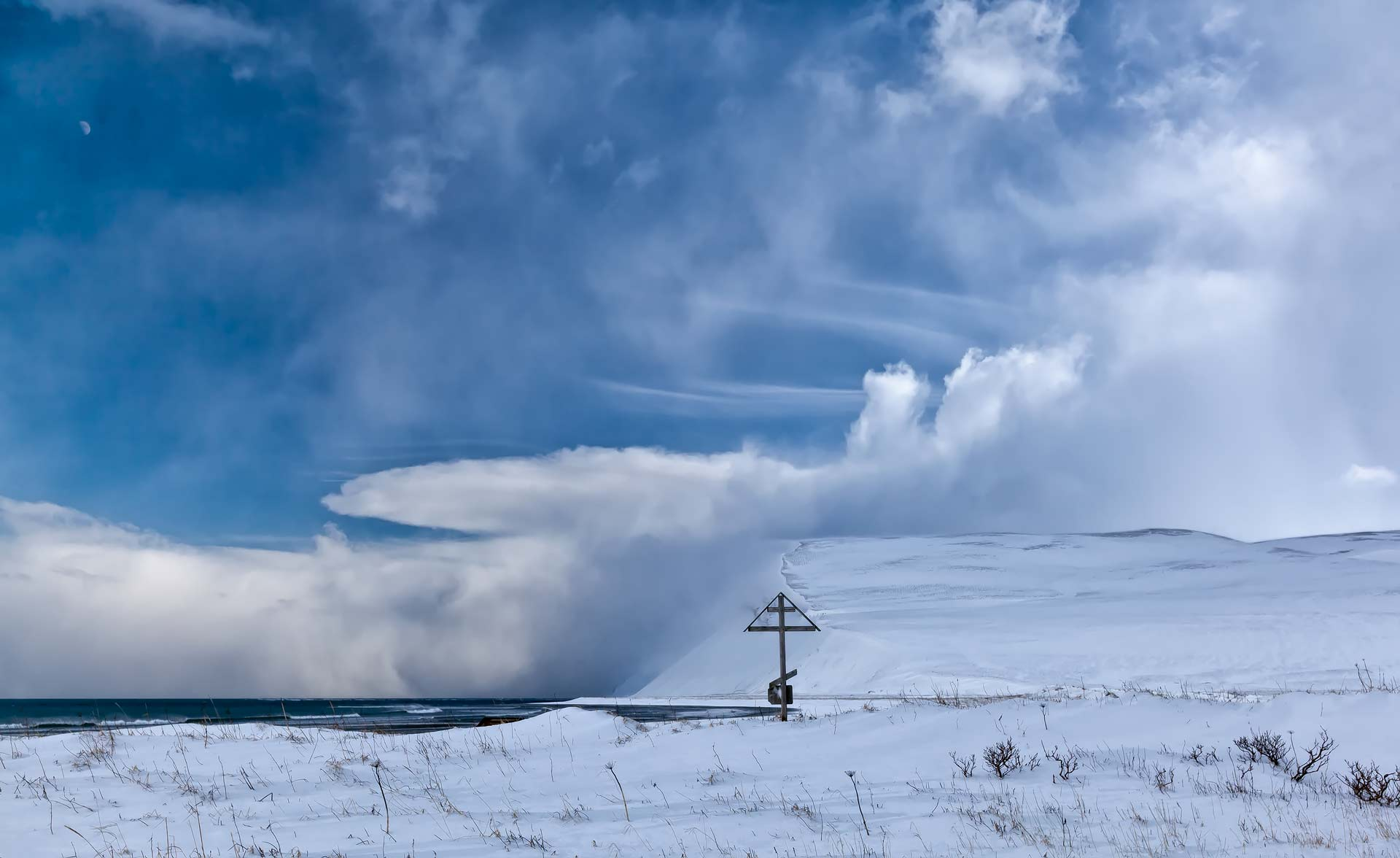
Место захоронения Витуса Беринга

## Признание заслуг Витуса Беринга
Потребовалось значительное время, прежде чем заслуги Беринга были полностью признаны.
«Как известно, Джемс Кук, побывавший в этих водах полвека спустя, высоко оценил результаты экспедиции Беринга. Он писал: „Отдавая должное памяти Беринга, я могу сказать, что он очень хорошо нанес на карту берега, определив координаты с точностью, которую при его возможностях трудно было бы ожидать“. Спутники Кука Форстер и Кинг в знак признания трудов Беринга дали его имя проливу между Азией и Америкой».
«Подытоживая результаты плаваний Беринга, надо сказать, что это были исключительно тяжелые рейсы, стоившие многих жертв, и унесшие жизни самого командора и его помощника. Но географические итоги двух этих экспедиций заслуживают огромного уважения. В ходе плаваний были открыты большое море и пролив, носящие теперь имя Беринга, ряд Алеутских островов и острова Диомида у входа в Берингов пролив, а также группа из двух островов у побережья Камчатки, включающая остров Беринга. Это группа названа теперь Командорскими островами в честь капитан-командора Витуса Беринга. Была найдена и обжита Петропавловская бухта. Положено начало регулярному кораблестроению на Охотской верфи».
«Он первым в мире плавал в водах четырех океанов, а также впервые вывел российские корабли в открытый океан. Его именем названы море, пролив, остров, подводный каньон, река, озеро, ледник, залив, два мыса, а также исчезнувшая суша (Берингия), некогда соединявшая Азию с Северной Америкой».

## Обнаружение останков
О примерном местонахождении захоронения Витуса Беринга и членов его команды известно из дневников Георга Стеллера, также участвовавшего в экспедиции. Вёл дневник и старший офицер Свен Ваксель. Их лагерь, расположенный на острове Беринга, посещался с середины 1740-х годов зверопромышленниками, а затем алеутским населением острова. Однако в XX веке в лагере проводилось несколько недокументированных раскопок, из-за чего многие предметы были утрачены. Крупная экспедиция прошла в 1981 году, во время которой были найдены семь чугунных пушек с пакетбота, а также удалось установить, в каких землянках жили Беринг и Стеллер.
Спустя десять лет в июле-августе 1991 года была организована международная комплексная историко-культурная экспедиция под руководством доктора исторических наук Андрея Кирилловича Станюковича. В ходе экспедиции удалось обнаружить один из могильников экипажа «Св. Петра». Для поиска был применен экспресс-метод фосфатного анализа грунта: наибольшее количество фосфатов содержат останки животных и человека. В результате анализа был обнаружен могильник и создан раскоп для извлечения шести погребений.
Останки одного из членов экипажа находились в деревянном гробу — вероятно это был ящик с решетчатым дном, имевшийся на борту «Св. Петра» для каких-то надобностей. Свен Ваксель, описывая смерть Беринга, указывает, что «тело его привязали к доске и закопали в землю; все остальные наши покойники похоронены были без досок». Благодаря этому сохранился череп, он единственный оказался пригодным для восстановления внешности.

## Идентификация останков
Георг Стеллер указывал в своем дневнике, что Беринг был похоронен «между своим адъютантом, комиссаром и гренадерами» — эта информация также помогла предварительно идентифицировать останки. Кроме того, в двух погребениях из шести обнаружены предметы, указывающие на христианскую веру умерших: два нательных креста, характерных для Западной Европы и для России.
Все захоронения были подвергнуты медико-антропологическому исследованию. Но сначала останки пропитали специальным клеем, после чего удалось сделать гипсовые слепки. Останки, предположительно принадлежавшие Берингу, были изъяты единым блоком вместе с грунтом и в специальном контейнере с другими останками отправлены в Петропавловск-Камчатский. Там проходила окончательная консервация, реконструирование и рентгенография скелетов. С октября 1991 года по июнь 1992 года костяки изучались в НИИ судебной медицины Минздрава России. После восстановления внешности Витуса Беринга был также проведен анализ признаков внутрисемейного сходства его потомков. Удалось установить и возможную причину смерти командора: хроническая сердечно-сосудистая недостаточность.
Найденные останки были идентифицированы как захоронения командора Витуса Беринга, штурмана Андреаса Хессельберга, подшкипера Никиты Хотяинцова, корабельного комиссара, прапорщика Ивана Лагунова, морского солдата Федора Панова и морского гренадера Ивана Третьякова. Могилы остальных членов экипажа, похороненных на острове, найдены не были и, возможно, уже не будут. С 1940-х годов в районе бухты Командор происходит локальное опускание суши. Грунт разрушается наступающим речным руслом и морским прибоем.